# Étienne Daguinos
Étienne Daguinos (Saint-Germain-en-Laye, 15 de febrero de 2000) es un deportista francés que compite en atletismo, especialista en las carreras de fondo. Ganó dos medallas en el Campeonato Europeo de Atletismo en Ruta de 2025, oro en 10 km por equipo y plata en 10 km.

## Palmarés internacional
| Campeonato Europeo en Ruta | Campeonato Europeo en Ruta | Campeonato Europeo en Ruta | Campeonato Europeo en Ruta |
| Año                        | Lugar                      | Medalla                    | Prueba                     |
| -------------------------- | -------------------------- | -------------------------- | -------------------------- |
| 2025                       | Bruselas/Lovaina (Bélgica) | Medalla de oro             | 10 km por equipo           |
| 2025                       | Bruselas/Lovaina (Bélgica) | Medalla de plata           | 10 km                      |